# أجهزة القياس الحيوي

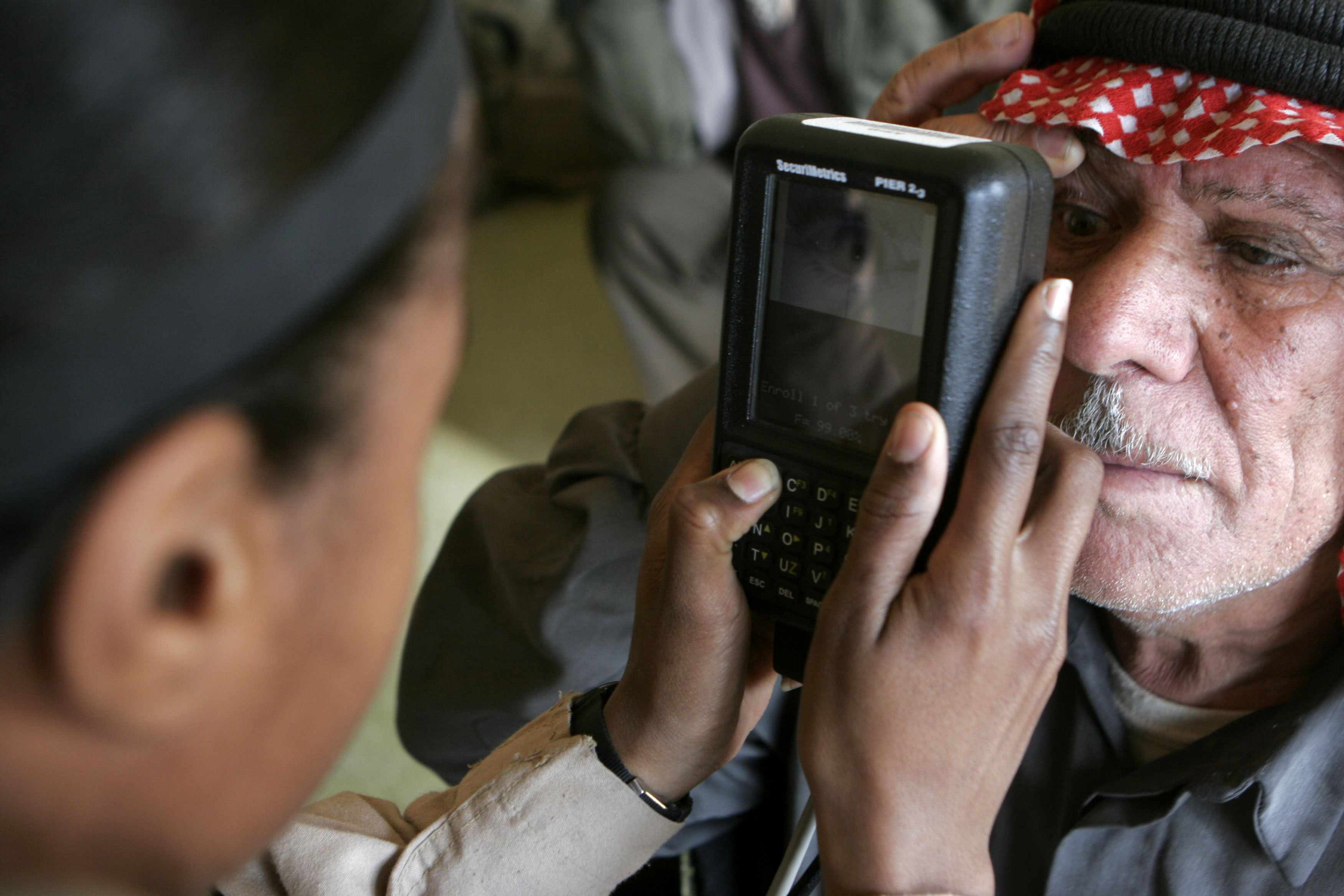
القزحية الماسح الضوئي في العمل للتعرف على الأشخاص

أجهزة القياس الحيوي (بيومترية) هي أجهزة تعريف أمني وتحديد مصادقة. هذه الأجهزة تستخدم وسائل التحقق الآلي أو التعرف على هوية شخص يعيش على أساس الفسيولوجية أو السلوكية المميزة. هذه الخصائص تشمل بصمات الأصابع، صور الوجه وقزحية العين والتعرف على الصوت.

## التاريخ
الأجهزة الحيوية استخدمت من قبل الإنسان على مدى فترة طويلة من الزمن. الأجهزة الحيوية غير الآلية استخدمت منذ 500 عام قبل الميلاد  استعملت لدى البابليين في المعاملات التجارية وتم تسجيلها على ألواح الطين التي تشمل بصمات الأصابع. وشوهدت أجهزة آلية للمرة الأولى في الستينات من القرن العشرين. استخدمها مكتب التحقيقات الفدرالي الأميركي في الستينات، واستخدمها لأجل التحقق من بصمات الأصابع للحفاظ على السجلات الجنائية. وتم تسجيل قياس شكل اليد وطول الأصابع. وعلى الرغم من توقفهم في الثمانينات، كان النظام أساس مستقبل الأجهزة البيومترية.

## مجموعات فرعية
سمات الجسم البشري المميزة، تستخدم للوصول إلى معلومات خاصة، ووفقا لهذه السمات يمكن تقسيمها إلى مجموعات فرعية:
- السمات الكيميائية: تحليل أجزاء من الحمض النووي، تمنح منح حق الوصول إلى المستخدمين.
- السمات البصرية: التحليلات البصرية لمنح حق الوصول الذي يتضمن التعرف على قزحية العين، التعرف على الوجه، بصمات الأصابع، التعرف على الشبكية.
- السلوكية: القدرة على المشي والتواقيع (سرعة التوقيع، عرض التوقيع، علامات ضغط) متميزة إلى كل البشرية.
- حاسة الشم الأجهزة البيومترية: تحليل الرائحة للتميز بين المستخدمين.
- السمعية والأجهزة الحيوية: يحلل الصوت لتحديد هوية المتكلم.